# 167
167（一百六十七）是166與168之間的自然數。

## 数学性质
- 第39個質數。前一個為163、下一個為173。
  - 陳素數，下一個奇數169是質數的平方。
  - 艾森斯坦素数。
  - 高斯質數之一。
- 第78個十进制的等數位數。前一個為166、下一個為169。
- 快樂數，因為以其每位數平方相加可得到1^2 + 6^2 + 7^2 = 86, 8^2 + 6^2 = 100, 1^2 + 0^2 + 0^2 = 1，最後的結果為1。
- 嚴格非迴文數，在2至165的進位系統下均不是迴文數。

## 在其他領域中
- 台灣中央氣象局氣象語音查詢專線（台語、客家話、英語）